# エミリー・スコット
エミリー・スコット（Emily Scott、1992年6月30日 - ）は、イングランドの女子ラグビー選手。

## プロフィール
- イングランド・ロンドン出身[1]。
- ポジションはスタンドオフ(SO)、フルバック(FB)。
- 身長 167cm、体重 57kg
- 7人制イングランド代表に選ばれたことがある[2]。
- 女子イングランド代表キャップは38（2022年11月現在）。
- ワールドカップ2017の女子イングランド代表に選ばれた[3]。

## 略歴
2016年、リオ五輪の7人制イギリス代表に選ばれた。